# Jag heter inte Miriam
Jag heter inte Miriam är en roman av författaren Majgull Axelsson som utgavs 2014.

## Handling
Romanen handlar om 85-åriga Miriam Adolfsson som ser tillbaks på sitt liv som koncentrationslägerfånge i Auschwitz och Ravensbrück och hur hon med Folke Bernadottes "Vita bussar" kom till Sverige. 
Malika växer upp i en liten lantlig by i Tyskland då polisen i början av kriget slår till. Familjen splittras och Malika och lillebror Didi hamnar på ett barnhem som sköts av nunnor. Malika och Didi förs senare till Auschwitz, där de hamnar i zigenarlägret. I samband med en transport till Ravensbrück tar Malika över klänningen från en judinna som dött under transporten. Märket på känningen markerar att hon är judinna och hon identifieras därför som jude av lägerledningen. Hon antar namnet Miriam Goldberg.
Miriam hamnar så småningom i Nässjö. I romanen skildas alla de kulturkrockar som uppstår i mötet med det svenska samhället.